# Bostrodes rubrifusa
Bostrodes rubrifusa là một loài bướm đêm trong họ Noctuidae.